# Savegre
Savegre es un distrito del cantón de Quepos, en la provincia de Puntarenas, de Costa Rica.

## Geografía
Savegre cuenta con un área de 216,47 km² y una altitud media de 9 m s. n. m.

## Demografía
Para el año 2022, Savegre cuenta con una población estimada de 5381 habitantes, y para el último censo efectuado, en 2011, Savegre contaba con una población de 3326 habitantes.

## Localidades
- Cabecera: Matapalo
- Poblados: Dos Bocas, Guabas, Guápil, Hatillo Nuevo, Hatillo Viejo, Laguna, Nubes, Palma Quemada, Pasito, Paso, Paso Guanacaste, Platanillo, Playa Matapalo, Portalón, Punto de Mira, Salitral, Salsipuedes, San Andrés, Santo Domingo, Silencio, Tierras Morenas, Tres Piedras (parte).

## Transporte

### Carreteras
Al distrito lo atraviesan las siguientes rutas nacionales de carretera:
- Ruta nacional 34
- Ruta nacional 243